# Марк Нігріні
Марк Нігріні (англ. Mark J. Nigrini) — американський вчений в галузі бухгалтерського обліку, аудиту та математики, найбільш відомий своїми роботами по застосуванню закону Бенфорда як інструменту аудиту і бухгалтерського обліку для виявлення відхилень у корпоративних даних.
Народився в Кейптауні, ПАР. Отримав ступінь B.Com (з відзнакою) Кейптаунського університету і ступінь MBA від Стелленбоському університеті, а також докторський ступінь в Університеті Цинциннаті. Зараз — викладач в коледжі бізнесу та економіки в Університеті Західної Вірджинії в Моргантауні (США). Поряд з науковими ступенями є дипломованим бухгалтером (диплом отриманий в 1981 році в Південній Африці). На початку своєї кар'єри працював спеціалістом з бухгалтерського обліку в аудиторській компанії Peat, Marwick, Mitchell & Co. (теперішня назва KPMG). Нігріні неодноразово був експертом у суді і консультував великі міжнародні організації , а також різні державні відомства.
Марк Нігріні є основоположником судової аналітики
 , засобу перевірки фінансових даних з метою виявлення шахрайства, помилок і підробок у фінансових документах, Він також почав застосовувати для цієї мети закон Бенфорда . Закон Бенфорда описує очікувану ймовірність появи певних цифр в реальних табличних даних і в даний час широко застосовується аудиторами і вченими для виявлення аномалій у звітах.
Його наукові праці публікувалися в журналах Auditing: A Journal of Practice and Theory,he Journal of Forensic Accounting, The Journal of Emerging Technologies in Accounting, та інших. Інші прикладні роботи М. Нигрини були опубліковані в журналах, Mathematical Geology, , The International Journal of Mathematics and Mathematical Sciences, і The International Journal of Algebra. Він також опублікував гібридне судово-медичне дослідження в дуже популярному науковому журналі Hepatology. Його практичні роботи публікувалися в журналах IEEE Potentials, Internal Auditor і Journal of Accountancy. Нигрини працює в редакційній колегії журналів International Journal of Disclosure and Governance і Journal of Forensic & Investigative Reporting.
На роботи Нигрини щодо судового нагляду посилалися багато засобів масової інформації, включаючи The Financial Times, The New York Times, The Wall Street Journal,The Globe and Mail, and New Scientist. Його роботи також були представлені на інших мовах, наприклад, в німецькому журналі Шпіґель Він виступав з інтерв'ю на радіостанції Бі-бі-сі (Лондон), NBC і NPR (США).